# Massacre de Dubingiai
Le massacre de Dubingiai est une tuerie de masse commise contre les civils lituaniens dans la ville de Dubingiai le 23 juin 1944. Le massacre est perpétré par la 5e brigade de l'Armia Krajowa (AK), un groupe de résistance polonais, en représailles au massacre de Glinciszki (visant des civils polonais) commis par le bataillon de police auxiliaire lituanien subordonné aux nazis le 20 juin 1944. Le massacre de Dubingiai déclencha une opération de l'AK plus large dans laquelle des unités au-delà de la 5e brigade furent impliquées. Au total, 70 à 100 Lituaniens ont été tués fin juin 1944 à Dubingiai et dans les villages voisins de Joniškis, Inturkė, Bijutiškis et Giedraičiai. Alors que les collaborateurs nazis étaient ostensiblement les cibles privilégiées, les victimes comprenaient également des personnes âgées, des enfants, y compris des nourrissons de 4 et 11 mois. D'autres conflits entre les unités lituaniennes et polonaises ont été empêchés par la capture soviétique de Vilnius à la mi-juillet.